# Hoteni, Maramureș
Hoteni este un sat în comuna Ocna Șugatag din județul Maramureș, Transilvania, România.

## Etimologie
Etimologia numelui localității: din numele de grup hoteni < n. fam. Hotea (cf. bg. Hoti) + suf. -eni. 

## Istoric
Localitatea Ocna Sugatag a fost atestată documentar în anul 1355, iar celelalte localități (Breb, Hoteni, Sat-Șugatag) în 1360, istoria lor fiind strâns legată de exploatarea sării. 
După alte surse, prima atestare datează din 1360 (Zalatina). 

## Demografie
La recensământul din 1930 au fost înregistrați 382 locuitori, dintre care 377 români și 5 evrei. Sub aspect confesional populația era alcătuită din 373 greco-catolici, 5 mozaici și 4 ortodocși.
La recensământul din 2011, populația era de 326 locuitori. 

## Manifestări tradiționale locale
- Tânjaua de pe Mara (obicei agrar). Manifestare ce are loc la sfârșitul lui aprilie sau începutul lui mai. În esență, are în prim-plan sărbătorirea celui care a ieșit primul la arat, în anul respectiv.

## Monument istoric
- Biserica de lemn „Sfinții Arhangheli Mihail și Gavril” (1657).